# Seumas Sargent
Seumas F. Sargent (* 1977 in Boston) ist ein US-amerikanischer Schauspieler und Schlagzeuger, der Mitglied der Blue Man Group Berlin ist.

## Leben und Wirken
Sargent wuchs in Boston auf und wohnte anschließend mehrere Jahre in Südkalifornien. Bereits im Alter von vier Jahren begann er Schlagzeug zu spielen. Von 1995 bis 1999, mit einem Auslandssemester 1998 an der Universiteit van Amsterdam, studierte er am Boston College, welches er mit einem Bachelor of Arts abschloss. Anschließend zog er nach Berlin um, dort ist er seit 2004 Mitglied der Blue Man Group. Seine erste Filmrolle spielte er im Tatort: Zwischen den Fronten im Jahr 2013. Für alle sechs Folgen der österreichischen Fernsehserie Analog in Vienna war er 2016 als Off-Sprecher tätig. Im Jahr 2017 spielte er in der Filmbiografie Tom of Finland den US-amerikanischen Aktivist für Schwulenrechte Doug und wurde 2018 in der niederländischen Kinoproduktion Die Dirigentin von Maria Peters für eine Hauptrolle besetzt.
Sargent spricht fließend Englisch, Deutsch und Niederländisch.

## Filmografie (Auswahl)
- 2013: Tatort: Zwischen den Fronten (Fernsehreihe)
- 2014: Das Zeugenhaus (Fernsehfilm)
- 2014: Point Break
- 2016: Die Spezialisten – Im Namen der Opfer (Fernsehserie, Folge 1.06: Kleiner Engel)
- 2016: Analog in Vienna (nur Sprecher, Fernsehserie, 6 Folgen)
- 2017: Tom of Finland
- 2017: Das schönste Mädchen der Welt
- 2018: Die Dirigentin (De dirigent)
- 2018: Die Pfefferkörner (Fernsehserie, Folge 15.01)
- 2019: Gelateria
- 2019: Das schönste Mädchen der Welt
- 2020: Spy City
- 2021: The Billion Dollar Code (Mini-Serie)
- 2023: German Genius (Mini-Serie)
- 2024: Das Signal (Mini-Serie)
- 2024: Gotteskinder

## Theatrografie (Auswahl)
- seit 2004: Mitglied der Blue Man Group (Regie: Chris Wink) am Blue Max Theater Berlin
- 2011: Summer and Smoke von Tennessee Williams (Regie: Blake Robison) am English Theatre Berlin